# Hiroyuki Takei
Hiroyuki Takei (武井宏之 Takei Hiroyuki?) (Yomogita, prefectura de Aomori; 15 de mayo de 1972) es  un mangaka japonés, reconocido por crear el Manga Shaman King. 

## Biografía
Takei inició su carrera con un fanzine llamado SD Hyakkatu, e hizo de asistente de Nobuhiro Watsuki en la conocidísima serie Rurouni Kenshin, y en Shiawase no Katachi. Después de eso, siguió elaborando ilustraciones para un semanario de videojuegos llamado Famicom Tsûshin.
Dragon Doll Dan le consigue una nominación para el prestigioso premio Tezuka, sin embargo no lo conseguirá hasta Itako no Anna, cuya protagonista, Anna Kyōyama aparecería en varios mangas posteriores.
En 1997 debutó como mangaka profesional en la famosa revista shonen jump, con 'Butsu zone, La zona del Buddha, en el que ya apreciamos su interés por la mitología y lo oculto. Este manga duraría hasta 1998, y también aparecería el personaje de Anna.
En 1998 creó Shaman King. Que llegaría a vender más de 16 millones de copias de este manga que finalmente tendría 32 tomos. Tiene además una secuela, Funbari no Uta que, sin embargo, según dicen los seguidores del autor, no alcanza la calidad del original Shaman King. Asimismo, se rumorea que Takei podría estar preparando una nueva serie, debido al enorme éxito y a la cantidad de voces que se alzaron pidiendo más de él.
En 2009 junto con Stan Lee como guionista y otros dibujantes crearon un manga llamado Ultimo. La serie fue publicada en la revista Jump Square. 
En julio de 2012, Hiroyuki Takei estuvo como invitado en la Japan Expo de Francia, Takei confirmó que continuara Shaman King para finales de este año o el siguiente, el tomo constaría de unas 300 páginas y se le daría un verdadero final a la serie.
Eiichiro Oda, autor de One Piece, dijo en los primeros años de la publicación que era su mangaka favorito de la actualidad.
En 2018 retomó el manga de Shaman King para conmemorar el aniversario Número 20 de la serie, en un nuevo arco que se iniciará en la próxima primavera, en la revista Shonen Magazine Edge.

## Trabajos
- Butsu zone (1997)
- Shaman King (1998)
- Smash Bomber (2006)
- Ultimo (2009)
- Jumbor (2010)
- Nekogahara (2015)
- Hyper Dash! Yonkurou (2015)